# Chiesa di Santa Maria delle Grazie (Arezzo)
La chiesa di Santa Maria delle Grazie è un'importante chiesa di Arezzo.

## Storia e descrizione
Nel luogo dove oggi sorge la chiesa vi era un santuario pagano con una fonte che nel periodo etrusco-romano era consacrata ad Apollo, e dall'alto Medioevo iniziò ad essere chiamata Fonte Tuta o Tecta, presso la quale si praticavano riti paganeggianti a fini terapeutici, soprattutto di malattie infantili.
Nel 1425 Bernardino da Siena, predicando in città e venuto a sapere della fonte, tentò inutilmente di farla distruggere, ostacolato anche da nobili famiglie aretine che riuscirono anche a cacciarlo dalla città. Il santo vi tornò però nel 1428 riuscendo però questa volta nello scopo coinvolgendo un gruppo di fedeli, di estrazione soprattutto popolare, con l'aiuto dei quali, armati di vanghe e zappe, distrussero la fonte. Al posto della fonte venne costruito un oratorio dove tra il 1428 e il 1431 Parri di Spinello dipinse un affresco con l'immagine, molto diffusa nell'aretino, della Madonna della Misericordia.
L'attuale chiesa fu costruita più tardi, tra il 1435 e il 1444 su disegno di Domenico del Fattore che eresse un edificio di stampo tardo gotico. Sul fianco destro, dopo la morte di san Bernardino (1444), fu aggiunta la cappella a lui dedicata, dello stesso architetto, realizzata tra 1450 e 1456.

Con il settimo decennio inizia l'aggiornamento in senso pienamente rinascimentale del complesso: alla fine del decennio, entro il 1471, venne realizzato il piazzale davanti alla chiesa circondato da un porticato originariamente affrescato da Lorentino d'Andrea, allievo di Piero della Francesca, che tra il 1477 e il 1481 realizza anche un altro affresco sulla parete destra della navata. Sia l'architettura esterna, di limpida spazialità, che gli affreschi connotano il luogo in senso pierfrancescano. Intorno al 1490 fu addossato alla facciata il portico progettato da Benedetto da Maiano. All'interno, tra 1487 e 1493 fu realizzato l'altare marmoreo di Andrea Della Robbia che ancora oggi custodisce l'affresco di Parri. 

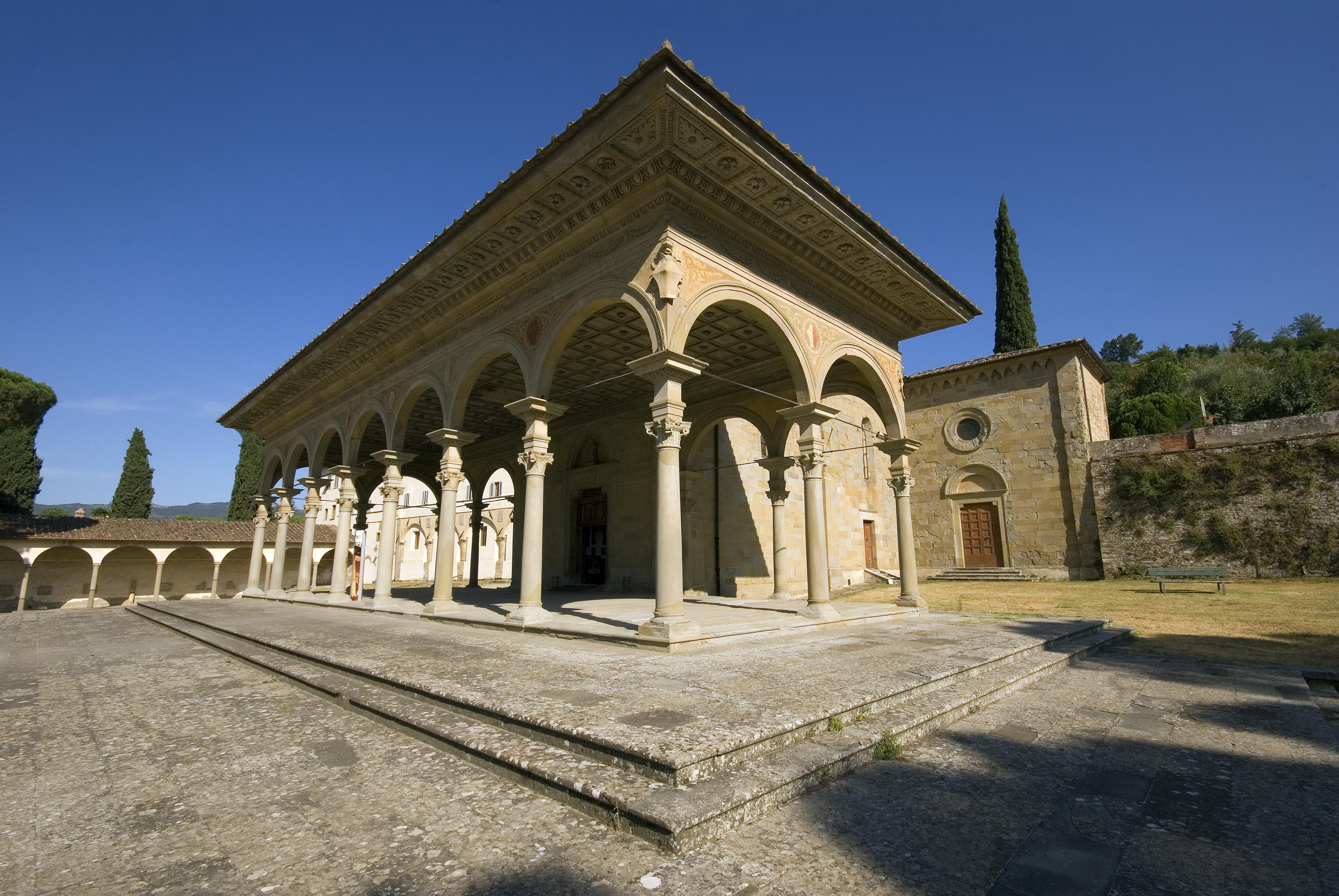
Il portico

Custodi della chiesa di Santa Maria delle Grazie sono i frati dell'ordine dei carmelitani scalzi che ne presero possesso nel 1695 e ne hanno mantenuto, salvo alcune interruzioni, la titolarità fino ai nostri giorni. Il 13 giugno 1786 il granduca di Toscana Pietro Leopoldo I decise di sopprimere il convento ed i frati furono costretti ad andarsene poco dopo. Subentrò un cappellano della chiesa aretina di Santa Croce che vi rimase per circa due anni; successivamente fu lo stesso parroco di Santa Croce a stabilirvisi e a vendere la parte di convento non utilizzato a Donato Redi di Arezzo; anche il porticato che circondava il prato antistante la chiesa venne venduto al comune di Arezzo che provvederà alla sua quasi totale demolizione nel 1788. Detto porticato sarà solo parzialmente riportato alla luce e ricostruito negli anni settanta del Novecento. A seguito della morte di Pietro Leopoldo I e all'interessamento della popolazione aretina i carmelitani rientrarono in possesso di chiesa e convento il 21 gennaio 1793 e furono ricomprati i beni precedentemente venduti. Nel 1810 i carmelitani lasciarono di nuovo forzatamente il convento a seguito di un decreto napoleonico e ne restarono fuori per più di cinque anni. Dopo l'unità d'Italia i frati dovettero subire diversi tentativi di esproprio, ma riuscirono a mantenere la titolarità della chiesa.
L'arco di ingresso introduce al piazzale che introduce alla chiesa, delimitato da un porticato laterale, concluso al fondo, di fronte alla facciata della chiesa, da un portico progettato da Benedetto da Maiano e realizzato intorno al 1490. Ispirato all'Ospedale degli Innocenti di Brunelleschi, è composto, sul lato lungo, da otto esili colonne che sostengono sette arcate con altrettanti medaglioni su un basamento a gradini. Importante appare lo studio delle proporzioni: l'altezza della colonna e del pulvino è pari alla luce degli archi.
La facciata è aperta dal portale rettangolare sormontato da una lunetta archiacuta e superiormente da un oculo.

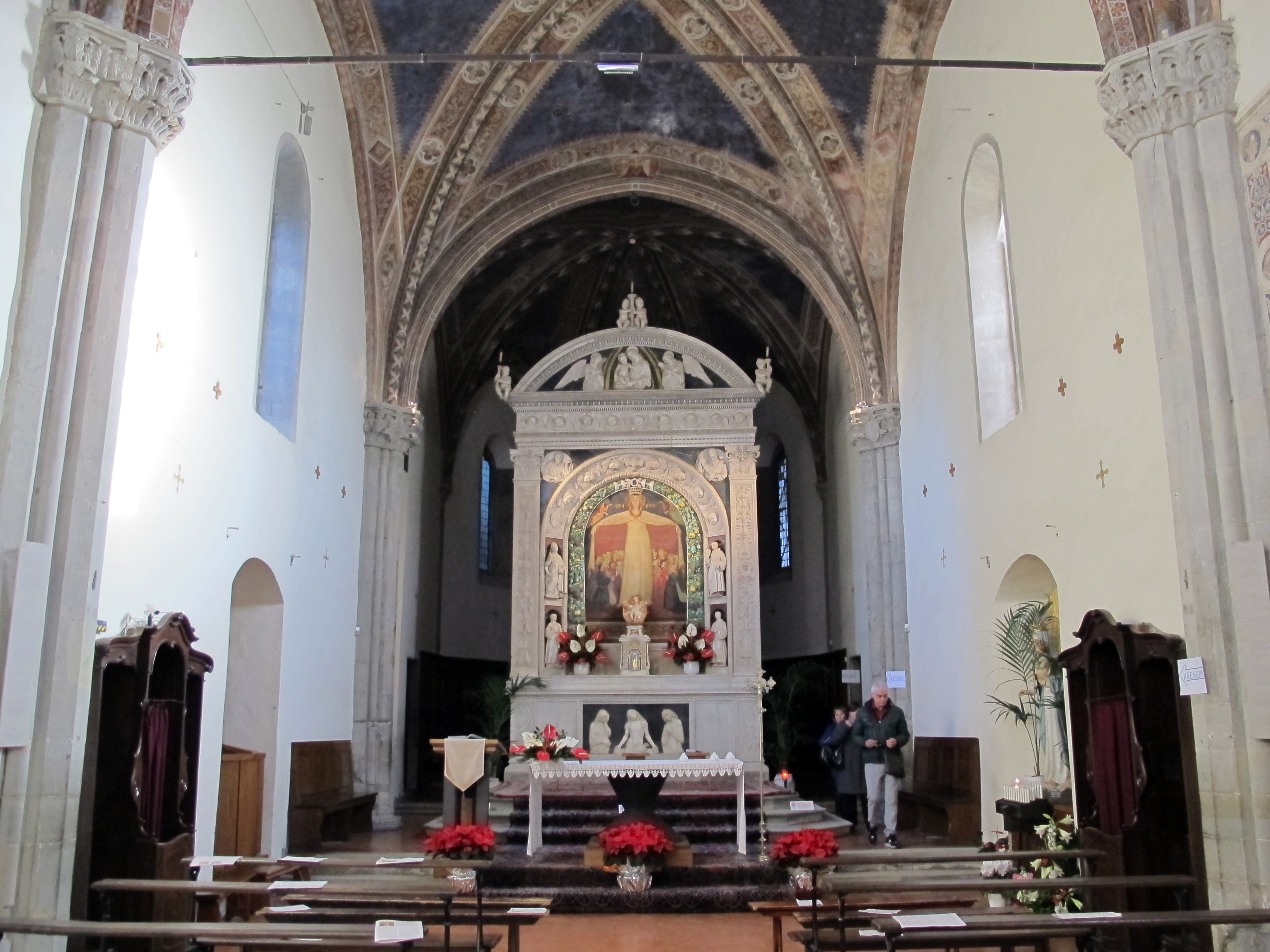
Il presbiterio

L'interno, ad una sola navata, con volte a crociera goticheggianti e con abside poco profonda, si presenta vicino alla cultura architettonica del Michelozzo giovane ancora in parte 'tardogotico'. Sulla parete destra è l'affresco con Papa Sisto IV in trono con il cardinale Gonzaga e il cardinale Piccolomini in atto di concedere l'indulgenza richiesta dai priori per i frequentatori del santuario, opera di cultura pierfrancescana anch'essa di Lorentino d'Andrea, saldato al pittore nel 1478 dalla Fraternita dei Laici, nel quale, oltre all'impronta pierfrancescana, si possono notare influenze di Bartolomeo della Gatta.
Lo spazio è chiuso in fondo dall'altare marmoreo di Andrea Della Robbia eseguito, in collaborazione con il figlio Giovanni, tra 1487 e 1493 per dare una nuova collocazione all'affresco con la Madonna della Misericordia di Parri di Spinello, del 1428-1431, primo di una serie di opere di medesimo soggetto eseguite dal pittore. L'altare è un'opera inconsueta del ceramista fiorentino, soprattutto per il materiale utilizzato, e raffigura nel timpano una Madonna con Bambino tra due angeli, nelle nicchie i Santi Lorentino, Pergentino, Donato e Bernardino, mentre nel paliotto è rappresentata la Pietà.
A destra dell'altare, la menzionata Cappella di San Bernardino custodisce frammenti di affreschi di Lorentino d'Andrea provenienti dal portico esterno e la Croce di San Bernardino ed è dotata di un altare ligneo intagliato, opera di Girolamo Anselmo Fiorentino del 1628.
Proviene dalla chiesa la tavola di Neri di Bicci con la Madonna della Misericordia, San Bernardino e San Nicola di Bari, oggi al Museo statale di Arte Medievale e Moderna e la pala con la Madonna col Bambino tra san Gaudenzio e il beato Columato, datata 1482, oggi anch'essa nello stesso museo.